# Burni Pepelar
Burni Pepelar är ett berg i Indonesien.   Det ligger i provinsen Aceh, i den västra delen av landet, 1 600 km nordväst om huvudstaden Jakarta. Toppen på Burni Pepelar är 2 156 meter över havet. Burni Pepelar ingår i Van Daalen Mountains.
Terrängen runt Burni Pepelar är bergig österut, men västerut är den kuperad. Trakten runt Burni Pepelar är nära nog obefolkad, med mindre än två invånare per kvadratkilometer. Det finns inga samhällen i närheten. I omgivningarna runt Burni Pepelar växer i huvudsak städsegrön lövskog.